# トラウト (SS-566)
|          |                                |
| 艦歴     |                                |
| 発注     | 1948年5月14日                  |
| 起工     | 1949年12月1日                  |
| 進水     | 1951年8月21日                  |
| 就役     | 1952年6月27日                  |
| 退役     |                                |
| その後   | スクラップとして廃棄           |
| 除籍     | 1978年12月19日                 |
| 性能諸元 |                                |
| 排水量   | 水上 2,108トン、水中 2,700トン |
| 全長     | 81.9 m (269 ft)                |
| 全幅     | 27 ft 3 in (8.3 m)             |
| 吃水     | 20 ft                          |
| 機関     |                                |
| 最大速   | 水上16.3ノット 水中17.4ノット  |
| 乗員     | 士官8名、兵員75名              |
| 兵装     | 21インチ魚雷発射管8門          |

トラウト (USS Trout, SS-566) は、アメリカ海軍の潜水艦。タング級潜水艦の1隻。艦名はマスに因む。その名を持つ艦としてはタンバー級潜水艦5番艦(SS-202)以来2隻目。

## 艦歴
トラウトは1949年12月1日にコネチカット州グロトンのエレクトリック・ボート社で起工した。1951年8月21日にクラーク夫人（トラウト (USS Trout, SS-202) 最後の艦長アルバート・H・クラーク少佐の未亡人）によって命名、進水し、1952年6月27日に艦長ジョージ・W・キトリッジ中佐の指揮下就役する。
トラウトは1952年から1959年まで第10潜水戦隊の1艦としてコネチカット州ニューロンドンを拠点として、艦隊およびNATO加盟諸国と共に訓練および即応作戦に従事し、北大西洋からカリブ海の範囲で活動した。その他ソナー評価試験および対潜水艦戦演習、潜航模擬攻撃演習を行った。北極海で姉妹艦のハーダー (USS Harder, SS-568) との潜航訓練で、トラウトはニューファンドランド島の氷原の下を268マイル巡航し、通常動力潜水艦としての距離の記録を達成した。
1959年8月、トラウトは母港をサウスカロライナ州チャールストンへ変更し、第4潜水戦隊に配属された。1959年9月に第6艦隊配備に就き、初の地中海巡航を行う。4ヶ月後、帰還の途中トラウトはノルウェーのベルゲンでアメリカ海軍代表としてノルウェー海軍潜水艦隊創立50周年記念式典に参加した。
1960年2月、トラウトは船体衝撃試験局の試験艦として実験に参加した。1961年には最初の戦闘効率賞「E」を受賞した。1963年前半に試験運用評価部隊の支援を行い、7月にはチャールストンで6ヶ月のオーバーホールを開始した。
1960年代の残りは第6艦隊の1隻として3度の地中海配備を完了した。配備の間、トラウトは東海岸沖、カリブ海での訓練および戦術開発演習に参加した。1970年7月には太平洋艦隊に配属される。
カリフォルニア州サンディエゴを母港と指定され、トラウトは1972年と75年の2度の西太平洋配備を完了した。配備ではアメリカ海軍、韓国海軍、台湾海軍艦艇との対潜水艦戦演習の支援を行う。これらの配備の間にトラウトは対潜水艦戦演習、南カリフォルニア訓練海域での沿岸作戦活動に従事し、それはしばしばピュージェット・サウンドから太平洋北西部における兵器試験で中断された。
2回目の西太平洋配備からサンディエゴに帰還した1976年1月29日、トラウトは短期間の特別任務を楽しんだ。その後12月1日に母港をペンシルベニア州フィラデルフィアに変更するよう指令を受ける。
1977年から78年にかけてトラウトは広範囲オーバーホールが行われた。1978年12月19日に新型エンジンおよびバッテリーを装備したトラウトは退役し、同日除籍されイランに売却された。イランでは Kousseh の艦名で就役する。イラン海軍の乗員は Kousseh をニューロンドンへ航行させたが、1979年3月のイラン革命で Kousseh は放棄された。トラウトはフィラデルフィアで保管されたが、財源問題が解決され1992年にアメリカ合衆国に返還された。
トラウトの船体は1994年に水中戦術プログラム上級事務局 (Program Executive Office for Undersea Warfare, PEO USW) に売却され、ロードアイランド州ニューポートに曳航された。続いて海軍航空戦術センター航空機部門 (Naval Air Warfare Center Aircraft Division, NAWCAD) キーウェスト部門によって取得され、遠隔操縦装置が取り付けられソナー標的艦として、対潜水艦戦演習における海中の音響標的として調査実験、訓練に使用された。
フロリダ州キーウェストでドック入りした後、トラウトはフィラデルフィアに牽引された。海軍はトラウトを博物館船として寄贈するため保管したが、全ての保存の努力は失敗した。その後海軍は寄贈リストからトラウトを外した。トラウトはスクラップとして廃棄されるものと考えられる。